# DAF 95XF
Der DAF 95 XF war ein LKW des niederländischen Lkw-Herstellers DAF (Automobile). Die Einführung des DAF 95 XF erfolgte 1997 als Nachfolger des DAF 95. Der Lkw wurde 1998 zum Truck of the Year gewählt.
Das Modell beruhte auf dem DAF 95.500, einer speziellen Version des 95. Dies ermöglichte niedrigere Entwicklungskosten.
Die Entwicklung des 95XF war eine wichtige Motivation für Paccar den Hersteller DAF zu übernehmen.
Der 95XF erschien in drei Grundvarianten:
- Comfortcab
- Space Cab (Comfort mit erhöhtem Dach)
- Super Space Cab (nochmals erhöhtes Dach)

Der 95XF war in vier Sechszylinder-Dieselmotorvarianten erhältlich:
- 380 PS
- 430 PS
- 480 PS
- 530 PS

Im Jahr 2003 folgte der Nachfolger DAF XF95.